# HMS Arethusa (26)
HMS Arethusa va ser el vaixell de nom de la seva classe de creuers lleugers construïts per a la Royal Navy. Va ser construït per Chatham Dockyard, amb la quilla posada el 25 de gener de 1933. Va ser avarat el 6 de març de 1934 i assignat el 21 de maig de 1935 pel capità Philip Vian.

## Història
L'Arethusa va ser assignada al 3r Esquadró de Creuers al Mediterrani en acabar-se i encara hi era a l'inici de la Segona Guerra Mundial el setembre de 1939. Tanmateix, a principis de 1940, ella i el seu germà Penelope van ser revocades a la Home Fleet, on van formar la 2a Esquadró de creuers amb la resta de la classe. Va participar en la campanya de Noruega l'abril de 1940, però el 8 de maig es va unir al comandament Nore, on va donar suport a les forces defensores a Calais i més tard va ajudar a les evacuacions dels ports atlàntics francesos.
El 28 de juny de 1940 va formar part de la recentment constituïda Força H a Gibraltar, amb la qual va participar en l'acció contra les forces franceses de Vichy a Mers-el-Kébir el juliol de 1940. Amb la Força H va participar en patrulles de protecció de combois a l'Atlàntic i operada a la Mediterrània.
Durant la sortida del cuirassat alemany Bismarck el maig de 1941 va ser emprat a Islàndia i les aigües de les Fèroe, però al juliol havia tornat al Mediterrani, on va escortar combois de Malta i ell mateixa va fer viatges de subministrament a l'illa. Cap a finals de 1941 va tornar a les aigües locals i va participar en l'atac de Lofoten al desembre, on va ser danyat per gairebé accidents. Després de la reparació a Chatham fins a l'abril de 1942, va tornar al Mediterrani el juny de 1942, on es va unir al 15è Esquadró de Creuers, operant principalment en suport del reaprovisionament de Malta.

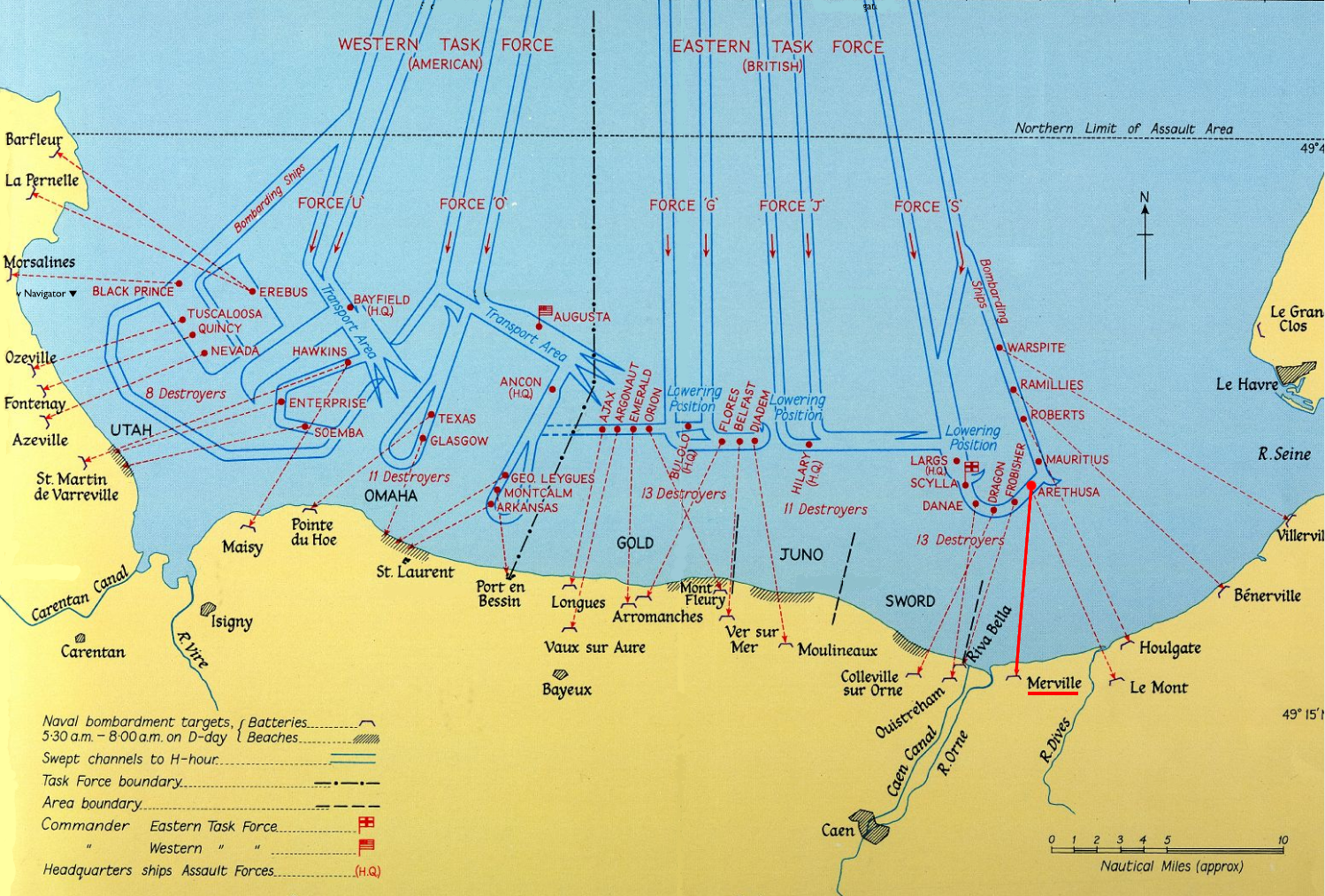
Posició de l'Aretusa durant la invasió de Normandia

Durant l'operació Edat de Pedra, un torpede d'un avió italià va colpejar l'Arethusa el 18 de novembre de 1942 i va causar nombroses baixes. Va rebre treballs de reparació temporals a Alexandria que van durar fins al 7 de febrer de 1943, després de la qual cosa va procedir a Charleston Navy Yard, Charleston, Carolina del Sud (Estats Units), per a la reparació completa. Aquests es van completar el 15 de desembre de 1943, i el vaixell va tornar a Gran Bretanya.
El 1941 l'Arethusa havia estat adoptat per la gent de la ciutat de Swansea. Al barri marítim de la ciutat encara es pot veure un relleu commemoratiu dels 156 homes morts en l'atac d'avions del novembre de 1942. La col·lecció de reserva del Museu de Swansea a les seves instal·lacions de Landore conté la insígnia del vaixell, un canó Oerlikon antiaeri de 20 mm recuperat de la ferralla de Newport i una maqueta del vaixell.
No va tornar a estar plenament operativa fins a principis de juny de 1944, quan va navegar cap a la invasió de Normandia, formant part de la Força "D" a Sword Beach. Va tenir l'honor de portar el rei Jordi VI a través del canal fins a Normandia, quan va recórrer les platges i va visitar el quarter general del comandament aliat. El 24 de juny va ser atacada aèria a la badia del Sena i va patir alguns danys. El 25 de juny una mina magnètica va detonar al seu pas. El dany per cops va ser bastant extens, el creuer es va dirigir a Portsmouth per fer-hi reparacions i després a un pati comercial per a una altra reparació i no va tornar al servei fins al setembre.
Al gener de 1945, va formar part del 15è Esquadró de Creuers amb la Flota del Mediterrani i hi va romandre fins a l'octubre de 1945 quan va tornar al Regne Unit i va ser immediatament col·locada a la reserva (al the Nore).
Hi havia un pla provisional per vendre'l a la Marina Reial de Noruega el 1946, però això no va resultar en res i va ser col·locada a la categoria "B" de reserva. Com que l'Armada considerava que la seva classe de vaixells era massa petita per ser modernitzat, l'Armada va utilitzar l'Arethusa per a proves i experiments el 1949 abans d'assignar-la al BISCO per a la seva eliminació. El 9 de maig de 1950, va arribar a Cashmore's, Newport, per ser desballestat.